# Красношапочный зуёк
Красноша́почный зуёк (лат. Anarhynchus ruficapillus) — вид птиц семейства ржанковых.
Красношапочный зуёк — летающая птица с длиной тела около 15 см, размахом крыла около 30 см и массой 35—40 г. Снизу и сзади оперение белое, сверху — коричневых оттенков. У самцов голова и шея сверху красные (отсюда и название вида), у самок — бледнее (иногда красно- или серо-коричневые). Клюв — чёрный.
Вид широко распространён в Австралии, небольшие популяции есть и в Новой Зеландии. Обитает зуёк в болотистых местностях, у рек, в поймах, питаясь беспозвоночными (черви, насекомые, моллюски и т. д.). Обычно откладывается 2 желтовато-коричневых с чёрными крапинами яйца, высиживаемые 30 дней, птенцы — выводковые с окраской, помогающей маскироваться от хищных птиц.

## Галерея

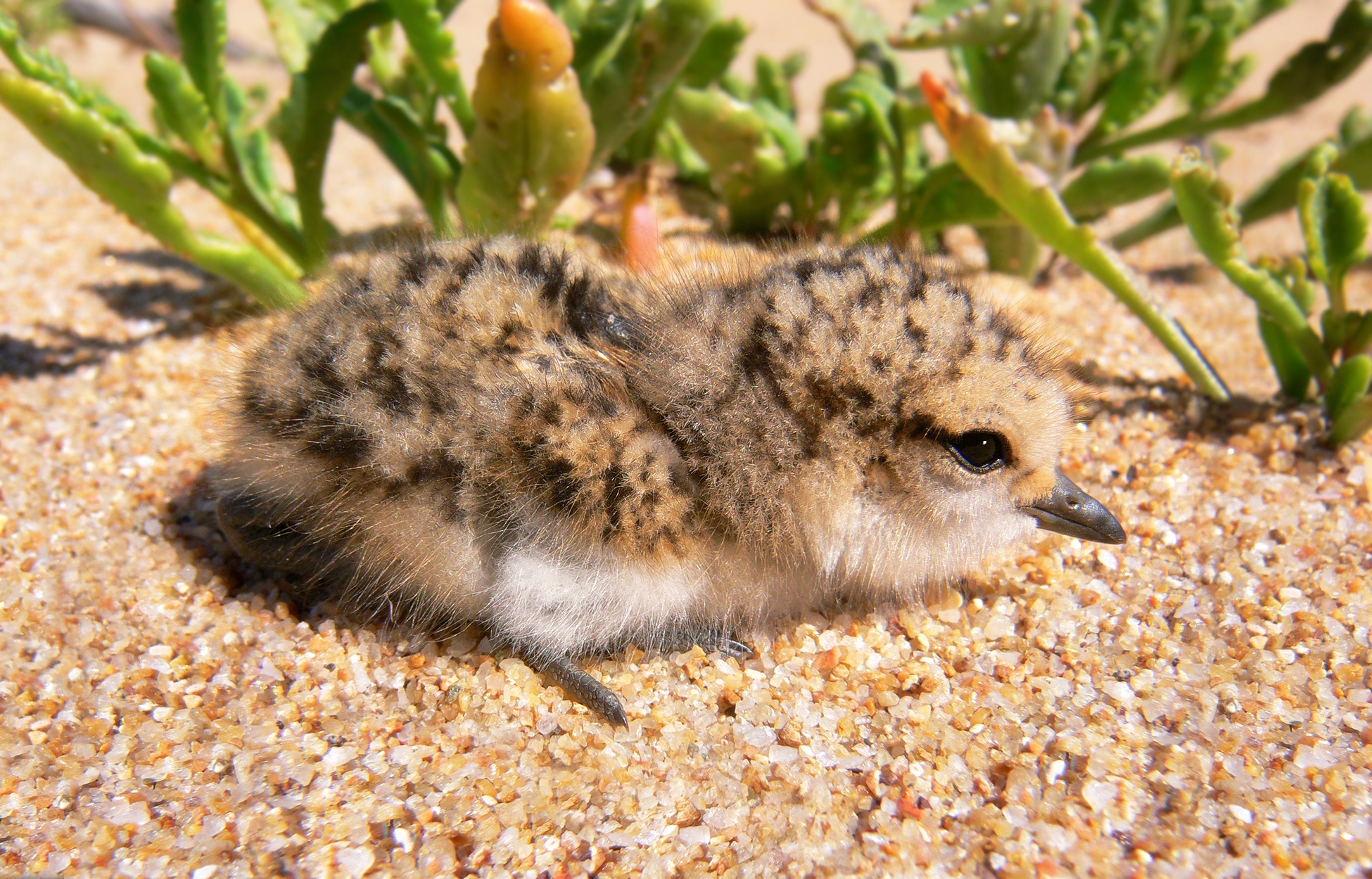
Птенец
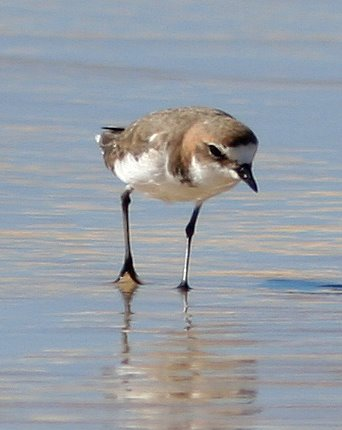